# Berchișești, Suceava
Berchișești este satul de reședință al comunei cu același nume din județul Suceava, Bucovina, România.